# 傷だらけの王者
「傷だらけの王者」（きずだらけのおうじゃ）は、MISIA & Rockon Social Clubの配信限定シングル。アリオラジャパンから2023年9月1日に配信された。

## 概要
本作は、MISIA & Rockon Social Club名義でリリースされ、作詞・作曲はMISIA、編曲は寺岡呼人が担当した。
また、2023年のNHKラグビーテーマソングとして使用された。
MISIA & Rockon Social Clubとして『PEACEFUL PARK Charity for Happy Inclusion 2023』で初披露したほか、『第74回NHK紅白歌合戦』の大トリで共演した。

## 収録曲
| #         | タイトル                          | 作詞・作曲 | 編曲      | 時間 |
| --------- | --------------------------------- | ---------- | --------- | ---- |
| 1.        | 「傷だらけの王者」                | MISIA      | 寺岡呼人  | 4:21 |
| 2.        | 「傷だらけの王者」(DJ EMMA REMIX) |            |           | 4:27 |
| 合計時間: | 合計時間:                         | 合計時間:  | 合計時間: | 8:48 |